# 普合苗族乡
普合苗族乡是中华人民共和国广西壮族自治区百色市西林县下辖的一个民族乡。

## 行政区划
普合苗族乡下辖以下村级行政区划单位：
者底村、平安村、文雅村、大河村、岩腊村、新丰村和普合村。